# MayDay!
Mayday! (titre original : The Mediterranean Caper) est un roman policier américain de Clive Cussler paru en 1973. Il est le premier de la série des Dirk Pitt

## Résumé
Un chasseur Albatros de la Première Guerre mondiale de couleur jaune attaque la base aérienne de Brady Field, sur l'île de Thasos dans la mer Égée en Grèce. Tous les avions au sol sont détruits. La tour de contrôle lance un appel au secours : « Mayday!, Mayday! ».
Alors qu'ils vont rejoindre le First Attempt, un navire de la NUMA près de l'île, Pitt et Giordino captent l'appel à bord d'un antique hydravion. Ils s'attaquent alors à l'Albatros munis d'une simple carabine et finissent par le toucher. Ils sont accueillis à bras ouverts sur la base et sont invités à y rester trois jours. La première nuit, Pitt se souvient que cet Albatros était celui d'un as de la Première Guerre mondiale, Kurt Heibert surnommé le faucon de Macédoine, abattu à la fin de la guerre et disparu lors de son dernier combat. Voulant se rafraîchir et trouver le sommeil, il se rend sur la plage où il rencontre Teri, une jeune veuve, qu'il séduit et qui l'invite chez son oncle le soir même.

## Personnages
- Dirk Pitt
- Al Giordino

## Lieux de l'histoire
L'histoire débute sur une île dans la méditerranée au large de la Grèce.